# Домодєдовська (станція метро)
55°36′39″ пн. ш. 37°43′11″ сх. д. / 55.61083° пн. ш. 37.71972° сх. д.
«Домодєдовська» (рос. Домодедовская) — станція Замоскворіцької лінії Московського метрополітену. Розташована між станціями «Орєхово» і «Красногвардійська», на території району Орєхово-Борисово Південне (виходи з підземних переходів ведуть також в район Орєхово-Борисово Північне) Південного адміністративного округу міста Москви.

## Історія
Станція відкрита 7 вересня 1985 у складі дільниці «Орєхово»—«Красногвардійська». Проте за декілька днів була закрита через гідротехнічні проблеми. Знову відкрита в грудні 1985 за декілька днів до нового року.

## Вестибюлі і пересадки
Вихід у місто по підземних переходах на Каширське шосе, Оріховий бульвар, вулицю Генерала Бєлова. Станція є великим пересадним вузлом на приміські автобуси.
- Автобуси:  37, 95, 263, 274, 275, 287, 298, 510, 517, 676, 694, 717, 719, 758, 758к, 768, 795, 907, т67, т71, н5; 
  - обласні: 308, 355, 356, 364, 367, 404, 439, 471, 496, 510, 593

## Технічна характеристика
Конструкція станції — колонна трипрогінна мілкого закладення (глибина закладення — 9,5 метрів) з однією острівною прямою платформою. Споруджена за типовим проектом зі збірних уніфікованих залізобетонних конструкцій. На станції два ряди по 26 колон. Крок між колонами — 6,5 метрів.

## Колійний розвиток
Станція без колійного розвитку.

## Оздоблення
Художнє оздоблення станції присвячено цивільній авіації. Колони оздоблені білим і сірим смугастим мармуром . Колійні стіни оздоблені сірим смугастим мармуром, на підлозі викладений геометричний орнамент з чорного та сірого граніту. На колійних стінах — чотири панно з міді (3 × 5 м), що зображують літаки в польоті (художник М. Н. Алексєєв).